# みくに文化未来館
みくに文化未来館（みくにぶんかみらいかん）は福井県坂井市三国町にある公立の文化施設。1993年（平成5年）11月に開館した。運営・管理は指定管理者である公益財団法人坂井市文化振興事業団が担う。優良ホール100選に選ばれている。ホールは2017年（平成29年）9月18日の公演をもって閉館し、その機能は坂井市みくに市民センターに新築移転し、同年11月3日に新たにみくに未来ホールとして開館した。ホールの閉館後は、三国コミュニティセンターと坂井市立三国図書館のみが入る。

## 施設
- 多目的ホール（2017年秋に閉館）
- ホワイエ
- 展示ギャラリー
- 市立三国図書館

## 利用情報
- 休館日 - 月曜、年末年始

## 交通アクセス
- えちぜん鉄道三国芦原線 三国駅 徒歩6分
- 北陸新幹線・ハピラインふくい線 芦原温泉駅より京福バス三国駅行で30分、三国駅前下車 徒歩6分

## 周辺
- 三国コミュニティセンター（公民館）
- 瀧谷寺
- 三國神社
- 坂井市龍翔博物館
- 成田山福井別院九頭竜寺（北陸成田山）
- ONO MEMORIAL - 2005年に開館した美術館。愛称は「ブルーケーキ」。画家である小野忠弘の記念館。
- 旧森田銀行本店 - 国の登録有形文化財
- 旧岸名家 - 江戸時代の商家。三国ゆかりの文化人の資料を展示